# Michail Vladislavovič Tjurin
Michail Vladislavovič Tjurin (in russo: Михаил Владиславович Тюрин) (Kolomna, 2 marzo 1960) è un cosmonauta russo.
Ha partecipato alla Expedition 14 giungendo sulla Stazione spaziale internazionale con la missione Sojuz TMA-9 il 18 settembre 2006 e rientrato il 21 aprile 2007.